# Дивизија части
Дивизија части (шп. División de Honor de Rugby), је најјача рагби јунион лига у Шпанији.

## Историја
Прва рагби утакмица у Шпанији одиграна је 1901. Рагби јунион репрезентација Шпаније је учествовала на светском првенству у рагбију 1999. У Шпанији има око 50 000 регистрованих играча и 211 рагби клубова. Првенство Шпаније у рагбију игра се од 1953. а највише титула (9) освојио је рагби клуб Архитектура.
Списак шампиона Шпаније у рагбију
1953. Рагби клуб Барселона
1954. Рагби клуб Барселона
1970. Рагби клуб Атлетико Сан Себастијан
1971. ЦРЦ Мадрид
1972. ЦРЦ Мадрид
1973. ЦРЦ Мадрид
1974. Рагби клуб Архитектура
1975. Рагби клуб Архитектура
1976. Рагби клуб Циснерос
1977. Рагби клуб Архитектура
1978. Рагби клуб Атлетико Сан Себастијан
1979. Рагби клуб Атлетико Сан Себастијан
1980. ЦАУ Мадрид
1981. Рагби клуб Архитектура
1982. Рагби клуб Архитектура
1983. Рагби клуб Валенсиа
1984. УЕ Сантбојана
1985. Рагби клуб Циснерос
1986. Рагби клуб Архитектура
1987. УЕ Сантбојана
1988. Рагби клуб Архитектура
1989. УЕ Сантбојана
1990. Рагби клуб Архитектура
1991. Рагби клуб Ел Салвадор
1992 Рагби клуб Севиља
1993 Рагби клуб Артеа
1994 Рагби клуб Севиља
1995 Рагби клуб Архитектура
1996 УЕ Сантбојана
1997 УЕ Сантбојана
1998 Рагби клуб Ел Салвадор
1999 Рагби клуб Ваљадолид
2000 ЦРЦ Мадрид
2001 Рагби клуб Ваљадолид
2002 Моралеја Алкобендас
2003 Рагби клуб Ел Салвадор
2004 Рагби клуб Ел Салвадор
2005 УЕ Сантбојана
2006 УЕ Сантбојана
2007 Рагби клуб Ел Салвадор
2008 Рагби клуб Ел Салвадор
2009 ЦРЦ Мадрид
2010 Рагби клуб Ел Салвадор
2011 Рагби клуб Ла Вила
2012. Рагби клуб Ваљадолид
2013. Рагби клуб Ваљадолид
2014. Рагби клуб Ваљадолид
2015. Рагби клуб Ваљадолид

## О лиги
Шампион Шпаније учествује у другом по квалитету такмичењу у Европи а то је Куп европских изазивача у рагбију. Последње пласирани испада у дивизију части Б - другу лигу. У лигашком делу играју се 22 кола, 4 бода добија се за победу, 2 бода за нерешено, 1 бонус буд за 4 или више постигнутих есеја на једној утакмици и 1 бонус бод за пораз мањи од 8 поена разлике.
Екипе за сезону 2015-2016
Рагби клуб Ваљадолид
Рагби клуб Ел Салвадор
УЕ Сантбојана
РТ Герника
Рагби клуб Индепендиенте
РЕ Ордизија
ЦРЦ Мадрид
Рагби клуб Барселона
Рагби клуб Артеа
Рагби клуб Циснерос
Рагби клуб Виго
ЦРЕ Хернани